# Vasilij Stepanov
Vasilij Stepanov (fl. XX secolo) è stato un attore russo.

## Filmografia parziale

### Attore
- Un matrimonio russo nel XVI secolo (1909)
- Van'ka il dispensiere (1909)
- Mazepa (1909)
- Le anime morte (1909)
- Korobejniki (1910)
- La sirena (1910)
- Brat'ja-razbojniki (1912)